# Liste der Archäologischen Gesellschaften in Deutschland
In diesem Artikel werden in Deutschland bestehende Archäologische Gesellschaften aufgeführt, die nicht nur studierten Archäologen, sondern auch interessierten Laien zur Mitarbeit offenstehen:
Bundesweit
- Deutsche Gesellschaft für Ur- und Frühgeschichte (DGUF)
- Verband der Landesarchäologien (VLA)

Baden-Württemberg
- Förderkreis Archäologie in Baden[1]
- Gesellschaft für Archäologie in Baden-Württemberg
- Gesellschaft für Urgeschichte und Förderverein des Urgeschichtlichen Museums Blaubeuren

Bayern
- Gesellschaft für Archäologie in Bayern[2]
- Archäologischer Verein im Landkreis Freising

Berlin und Brandenburg
- Archäologische Gesellschaft zu Berlin
- Archäologische Gesellschaft in Berlin und Brandenburg
- Freunde der Antike auf der Museumsinsel Berlin
- Verein zur Förderung des Ägyptischen Museums Berlin

Bremen
- Bremer Gesellschaft für Vorgeschichte[3]

Hamburg
- Hamburger Vorgeschichtsverein[4]

Hessen
- Archäologische Gesellschaft in Hessen
- Historisch-Archäologische Gesellschaft Frankfurt am Main[5]

Mecklenburg-Vorpommern
- Archäologische Gesellschaft für Mecklenburg und Vorpommern[6]

Niedersachsen
- Archäologischer Arbeitskreis Niedersachsen (Dachverband)[7]
- Freundeskreis für Archäologie in Niedersachsen[8]
- Niedersächsischer Landesverein für Urgeschichte
- Archäologische Gesellschaft im Landkreis Rotenburg (Wümme)[9]

Nordrhein-Westfalen
- Archäologische Gesellschaft Köln – Freunde und Förderer des Römisch-Germanischen Museums[10]
- Archäologische Kulturlandschaft Ruhrgebiet[11]
- Gesellschaft zur Förderung der Archäologie in Ostwestfalen[12]
- Niederrheinische Gesellschaft für Vor- und Frühgeschichtsforschung Duisburg

Sachsen
- Archäologische Gesellschaft in Sachsen

Sachsen-Anhalt
- Archäologische Gesellschaft in Sachsen-Anhalt[13]

Schleswig-Holstein
- Archäologische Gesellschaft Schleswig-Holstein
- Archäologische Gesellschaft der Hansestadt Lübeck

Thüringen
- Archäologische Gesellschaft in Thüringen[14]

## Referenzen
Soweit noch kein eigener Artikel vorhanden ist, wird hier die Homepage der Institution angegeben:
1. ↑  Förderkreis Archäologie in Baden
2. ↑  Gesellschaft für Archäologie in Bayern
3. ↑  Bremer Gesellschaft für Vorgeschichte.
4. ↑  Hamburger Vorgeschichtsverein
5. ↑  Historisch-Archäologische Gesellschaft FfM
6. ↑  Archäologische Gesellschaft für Mecklenburg und Vorpommern (Memento des Originals vom 17. Juni 2012 im Internet Archive)  Info: Der Archivlink wurde automatisch eingesetzt und noch nicht geprüft. Bitte prüfe Original- und Archivlink gemäß Anleitung und entferne dann diesen Hinweis.
7. ↑  Archäologischer Arbeitskreis Niedersachsen
8. ↑  Freundeskreis für Archäologie in Niedersachsen
9. ↑  Archäologische Gesellschaft im Landkreis Rotenburg (Wümme)
10. ↑  Archäologische Gesellschaft Köln
11. ↑  Archäologische Kulturlandschaft Ruhrgebiet
12. ↑  Gesellschaft zur Förderung der Archäologie in Ostwestfalen
13. ↑  Archäologische Gesellschaft in Sachsen-Anhalt
14. ↑  Archäologische Gesellschaft in Thüringen